# El Hamouti Mohand Elkhadir
El Hamouti Mohand Elkhadir (en Tamazight : ⴰⵃⴰⵎⵓⵟⵉ ⵎⵓⵃⴰⵏⴷ ⵏ ⵔⵅⴰⴹⴰⵔ; Beni Ensar, 14 de febrero de 1936, apodado como El soldado africano, fue un marroquí empresario, combatiente y diplomático. conocido por su apoyo logístico, político y militar a diversos movimientos de liberación nacional del norte de África. Destacó como coordinador del Ejército de Liberación Nacional en el Rif y como financiador y colaborador de la Revolución argelina. 

## Origen y primeros años
Nacido en Beni Ensar, en la región del Rif, pertenecía al clan Hamuti de la fracción Mazzuja, dentro de la tribu de Guelaya . Hijo de una familia de comerciantes, su padre, Khader Muhand u Hamou, era el principal comerciante de la región que distribuía diversas mercancías de la ciudad de Melilla al resto del país 
Desde muy joven, El Hamouti se vinculó a actividades anticoloniales y adoptó una postura marcadamente panafricanista y antiimperialista. 

## Actividad revolucionaria
Durante la década de 1950, compaginó su actividad empresarial con la lucha armada. Se unió al Ejército de Liberación Nacional y organizó operaciones militares y logísticas contra las autoridades coloniales. 
Su residencia en Beni Ensar actuó como centro de acogida para dirigentes del FLN como Ahmed Ben Bella, Mohamed Boudiaf, Houari Boumédiène y Abane Ramdane . También utilizó sus barcos –como Victoria y los Mirlo I y II– para transportar armas desde Melilla hacia Argelia . 
Además, participó en misiones diplomáticas internacionales en Europa y Oriente Próximo, buscando apoyo para las causas de liberación del Magreb . 

## Coordinación en el Rif
El Hamouti se convirtió en uno de los principales coordinadores del Ejército de Liberación en el Rif, responsable de la logística de armas, la comunicación entre frentes y el enlace con el movimiento argelino .  

## Desaparición
Tras la independencia de Argelia en 1962, regresó brevemente a Marruecos . Con el inicio de la Guerra de las Arenas (1963), viajó de nuevo a Argelia para mediar, pero desapareció en territorio argelino en 1964 en circunstancias no aclaradas. Varias fuentes apuntan a un posible asesinato político. 

## Legado
Su figura ha sido reivindicada por historiadores y activistas del Rif, Marruecos y Argelia, que lo consideran un símbolo de la lucha anticolonial y de la solidaridad intermagrebí. 